# روسورا
روسورا (به ایتالیایی: Rosora) یک کومونه در ایتالیا است که در استان آنکونا واقع شده‌است.

## خصوصیات
روسورا ۹٫۴ کیلومترمربع مساحت و ۱٬۸۱۶ نفر جمعیت دارد و ۳۸۱ متر بالاتر از سطح دریا واقع شده‌است.